# Rebecca Peterson
Rebecca Peterson (nascida em 6 de agosto de 1995) é uma tenista profissional sueca. Ela foi classificada como nº 43 do mundo em simples e nº 87 do mundo em duplas pela Women's Tennis Association (WTA). Peterson chegou a duas finais de simples no WTA Tour em 2019, vencendo ambas. Ela também alcançou uma final de duplas do WTA Tour em 2015, na qual também conquistou o título. Ela também possui um título de duplas no WTA Challenger Tour. No Circuito Feminino da ITF, ela conquistou 14 títulos de simples e oito de duplas.
Ela alcançou o top 100 em maio de 2018, assim podendo jogar na chave principal na maioria dos torneios do WTA Tour. Ela obteve maior reconhecimento em 2019, quando conquistou dois títulos de simples e também conquistou sua primeira vitória entre as top 10, contra Sloane Stephens no Washington Open. Além disso, em 2019, ela entrou no top 50 pela primeira vez. Ela fez sua estreia em Grand Slam no US Open de 2017, onde perdeu na primeira rodada para Denisa Allertová. Entre outras jogadoras, Rebecca é mais famosa por seu estilo de jogo agressivo e adora forçar seu forehand. Durante a temporada de 2018, ela e Johanna Larsson se revezaram como a número 1 sueca no ranking WTA. Após a aposentadoria de Larsson em fevereiro de 2020, Peterson ficou como a única sueca entre as 100 primeiras do ranking WTA.

## Início da vida e antecedentes
Rebecca Peterson nasceu de mãe sueca, Annelie, e pai estoniano, Mart, em Estocolmo. Ela tem uma irmã, Berit. Seu pai é seu atual treinador de tênis, junto com Bosse Ericsson. Rebecca prefere um estilo de jogo agressivo e gosta de controlar o jogo com seu "forehand". Durante seu crescimento, ela gostava de assistir Kim Clijsters e Justine Henin.

## Carreira júnior
Peterson começou a jogar no Circuito ITF Júnior aos 13 anos. Ela alcançou o 24º lugar no ranking da carreira como júnior e ganhou um título de simples e quatro títulos de duplas, vencendo todos eles em 2010. Em simples, seu primeiro torneio foi o Salk Open em janeiro de 2009, onde também conseguiu sua primeira vitória, mas depois perdeu na segunda rodada. Em duplas, seu primeiro torneio foi o Estonian Junior Open, disputado em junho de 2009, onde voltou a perder na primeira fase. No mesmo torneio, ela chegou às quartas de final em simples.
Em 2010, ela jogou sua primeira final de duplas no Salk Open e também conquistou o título. Em maio de 2010, ela disputou as semifinais da Tennis Sweden Junior Cup em simples, enquanto em duplas ela conquistou o título. Em outubro de 2010, ela ganhou o Mian-Chang Cup International Junior Championships, seu primeiro título de simples júnior. Lá, ela também conquistou o título de duplas.
Em junho de 2012, ela disputou seu primeiro Grand Slam Júnior, no Aberto da França, onde em simples, após passar na qualificatória, chegou à terceira rodada, enquanto em duplas perdeu na segunda rodada. Em Wimbledon e no US Open, ela perdeu na primeira rodada em simples e duplas. Em 2013, ela jogou a segunda rodada do Australian Open em simples e a primeira rodada em duplas. Seu último torneio júnior foi o European Summer Cups em setembro de 2013.

## Carreira profissional

### 2009–12
Apesar de ter feito sua primeira partida de duplas no Circuito feminino da ITF em outubro de 2009, ela também continuou a jogar nas categorias de base. Em 2010, ela disputou a qualificatória para o Aberto da Suécia, mas não conseguiu chegar à chave principal. Seu primeiro torneio individual foi em novembro de 2010 em Estocolmo, onde ela derrotou a jogadora alemã Alina Wessel na primeira rodada, mas perdeu para Alison Van Uytvanck na segunda. Em 2011, Peterson venceu apenas uma partida de simples e uma de duplas, ambas em Båstad em maio.

### 2012–17

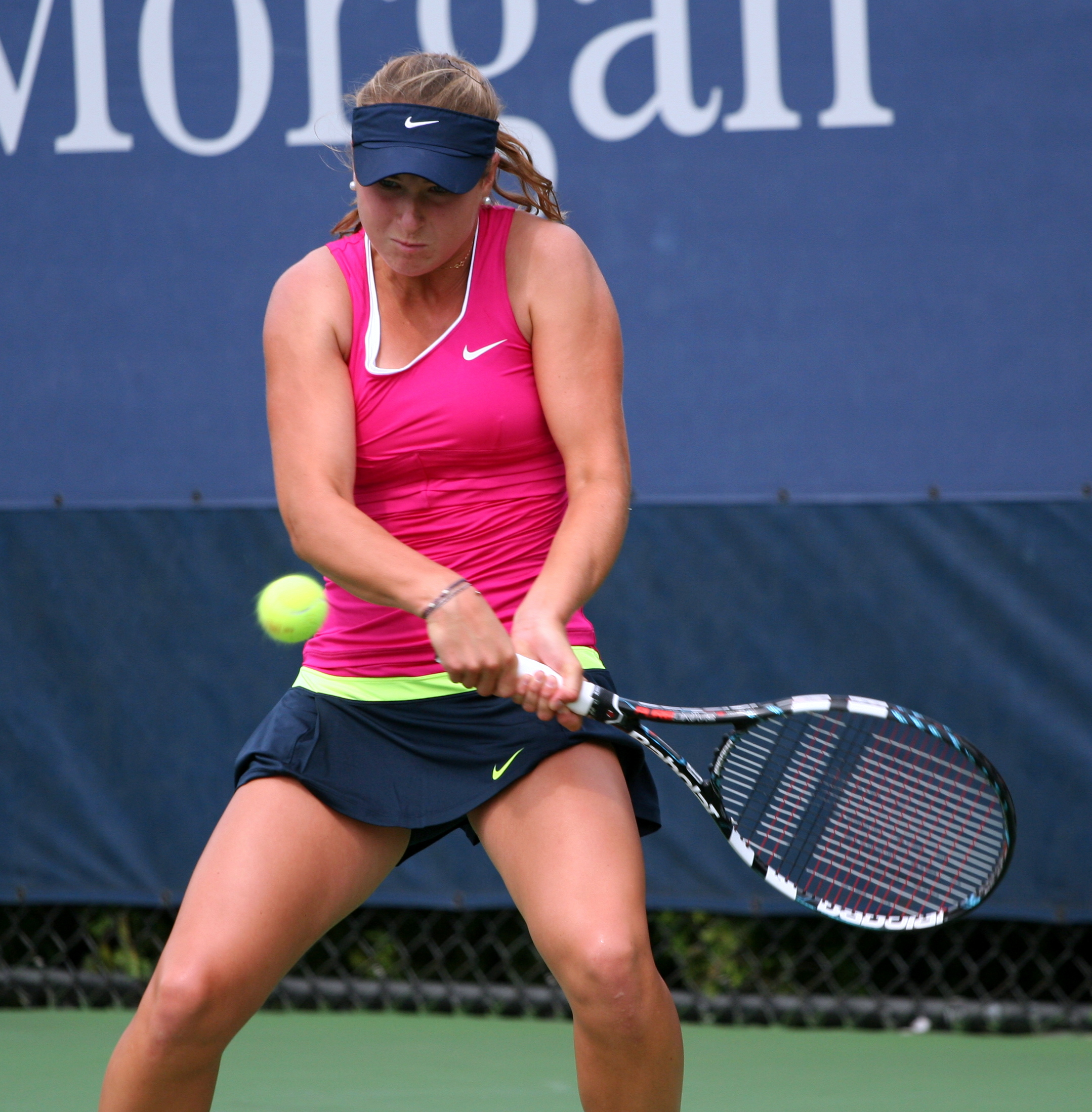
Rebecca no US Open, 2012.

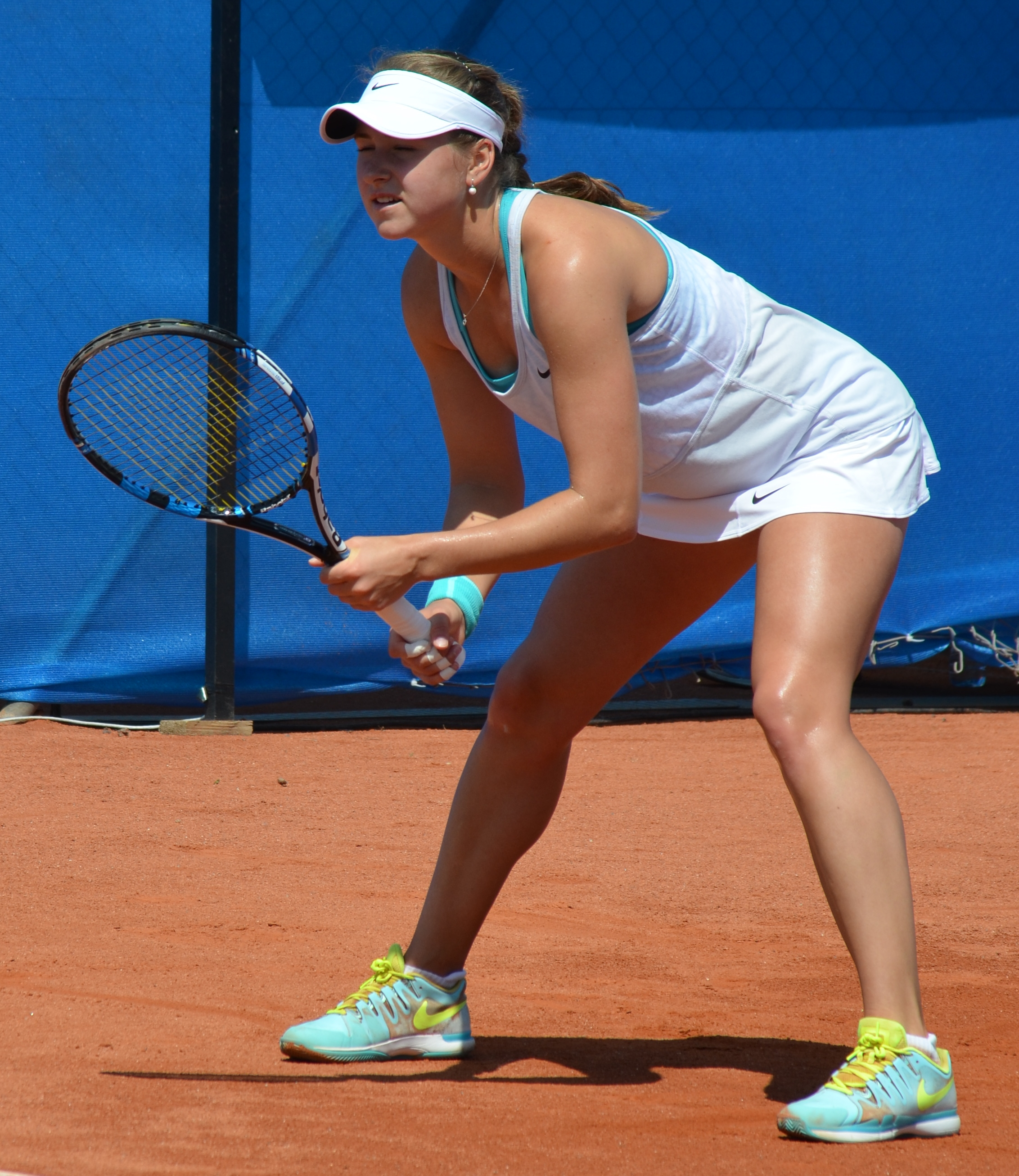
Rebecca na qualificatória da Nürnberger Versicherungscup, 2015.

Peterson estreou no WTA Tour em 2012, onde recebeu um "wild card" em simples e duplas no Aberto da Suécia. No entanto, ela perdeu em ambas as competições na primeira rodada. Em 2013, Peterson também recebeu um "wild card" para o Aberto da Suécia, tanto em simples quanto em duplas, mas novamente não conseguiu chegar à segunda fase em ambas as competições.
Em 2014 no Miami Open, Peterson chegou à segunda rodada após a desistência de Mona Barthel durante a partida da primeira rodada, mas Ekaterina Makarova foi melhor na segunda rodada. Esta foi a primeira aparição de Rebecca em algum torneio Premier 5/Premier Mandatory. Pela terceira vez consecutiva, Rebecca conseguiu "wild cards" para simples e duplas no Aberto da Suécia de 2014, mas desta vez ela teve sucesso em duplas. Em simples, perdeu na primeira rodada para Jana Cepelová, mas em duplas, junto com Johanna Larsson, venceu duas partidas e chegou à semifinal, na qual Andreja Klepac / María Teresa Torró Flor as derrotou.
No Rio Open de 2015, ela não conseguiu se classificar em simples, mas em duplas ela marcou sua primeira final do WTA Tour e conseguiu ganhar o título. No Nürnberger Versicherungscup 2015, ela passou na qualificatória e depois perdeu para Angelique Kerber. No Aberto da Suécia, desta vez em duplas, sua classificação permitiu que ela entrasse na chave principal; no entanto, ela perdeu na primeira rodada. Mas ela chegou às quartas de final em simples como "wild card". No US Open, ela jogou sua primeira rodada de qualificatória em um torneio do Grand Slam e passou para a segunda rodada. No Guangzhou Open, Peterson alcançou a segunda rodada em simples e as semifinais em duplas.
Em 2016, Peterson teve resultados sem brilho, muitas vezes alcançando a primeira ou a segunda rodada, mas não conseguiu chegar à chave principal em todos os quatro torneios do Grand Slam. Em duplas, chegou às quartas de final da Copa Colsanitas e do Aberto da Suécia. A primeira tentativa de Peterson de jogar no WTA Tour em 2017 foi em Wimbledon, onde ela não passou na qualificatória. Sua primeira aparição na chave principal veio no Aberto da Suécia, onde perdeu na primeira rodada em simples, mas em duplas chegou às quartas de final.
Finalmente, em 2017, ela fez sua estreia na chave principal de um torneio do Grand Slam, após se classificar para o US Open. Então, ela alcançou as quartas de final no Guanzhou International Open e as semifinais no Taipei Challenger.

### 2018

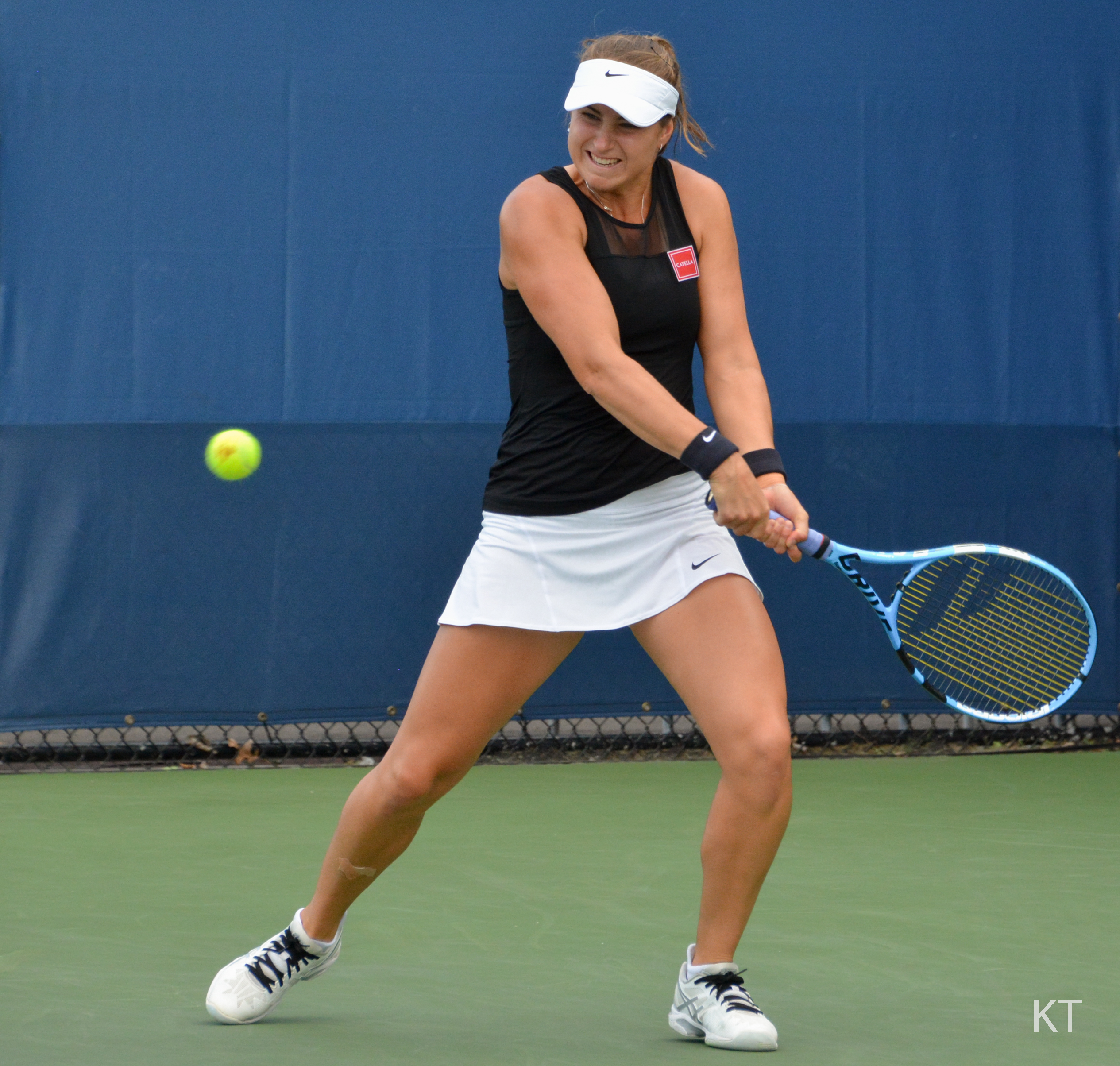
Rebecca no US Open, 2018.

Peterson começou o ano como número 149 do mundo, então ela foi forçada a jogar a qualificatória para o Australian Open para tentar chegar à chave principal, mas falhou na primeira rodada, perdendo para Liu Fangzhou em três sets. Então, ela alcançou a segunda rodada no Newport Beach Challenger, bem como as quartas de final em Midland.
Ela se classificou para o Aberto do México e derrotou Alizé Cornet, Monica Puig, Zhang Shuai, antes de perder para Stefanie Vögele na semifinal. Naquela época, foi seu primeiro resultado significativo, alcançando sua primeira semifinal de simples no WTA Tour. No Indian Wells Open, ela falhou na primeira rodada da qualificatória, ao contrário de Miami, onde perdeu na primeira rodada da chave principal. No Marrocos, ela perdeu na primeira fase em simples, mas chegou às semifinais em duplas. Em maio, ela jogou no Open de Cagnes-sur-Mer, onde derrotou Dayana Yastremska na final. Isso a levou diretamente ao top 100, onde estreou.
No Aberto da França, ela venceu três partidas nas eliminatórias e depois derrotou Hsieh Su-wei na primeira rodada, registrando sua primeira vitória em um torneio Major, mas perdeu para Mihaela Buzarnescu na segunda rodada. Em Wimbledon, ela também chegou à segunda rodada. No Western & Southern Open, ela se classificou para a chave principal e venceu Katerina Siniaková, mas perdeu para Elise Mertens na segunda rodada.
No US Open (como em Wimbledon), ela entrou sem precisar passar pela qualificatória e fez sua primeira terceira rodada em um evento do Grand Slam, vencendo Anastasia Pavlyuchenkova e Vania King, respectivamente, antes de Kaia Kanepi derrotá-la na terceira rodada. Seu último torneio de 2018 foi o Wuhan Open, onde se classificou para o sorteio principal. Na primeira rodada, ela derrotou Tímea Babos, mas depois Caroline Wozniacki a venceu na segunda.

### 2019

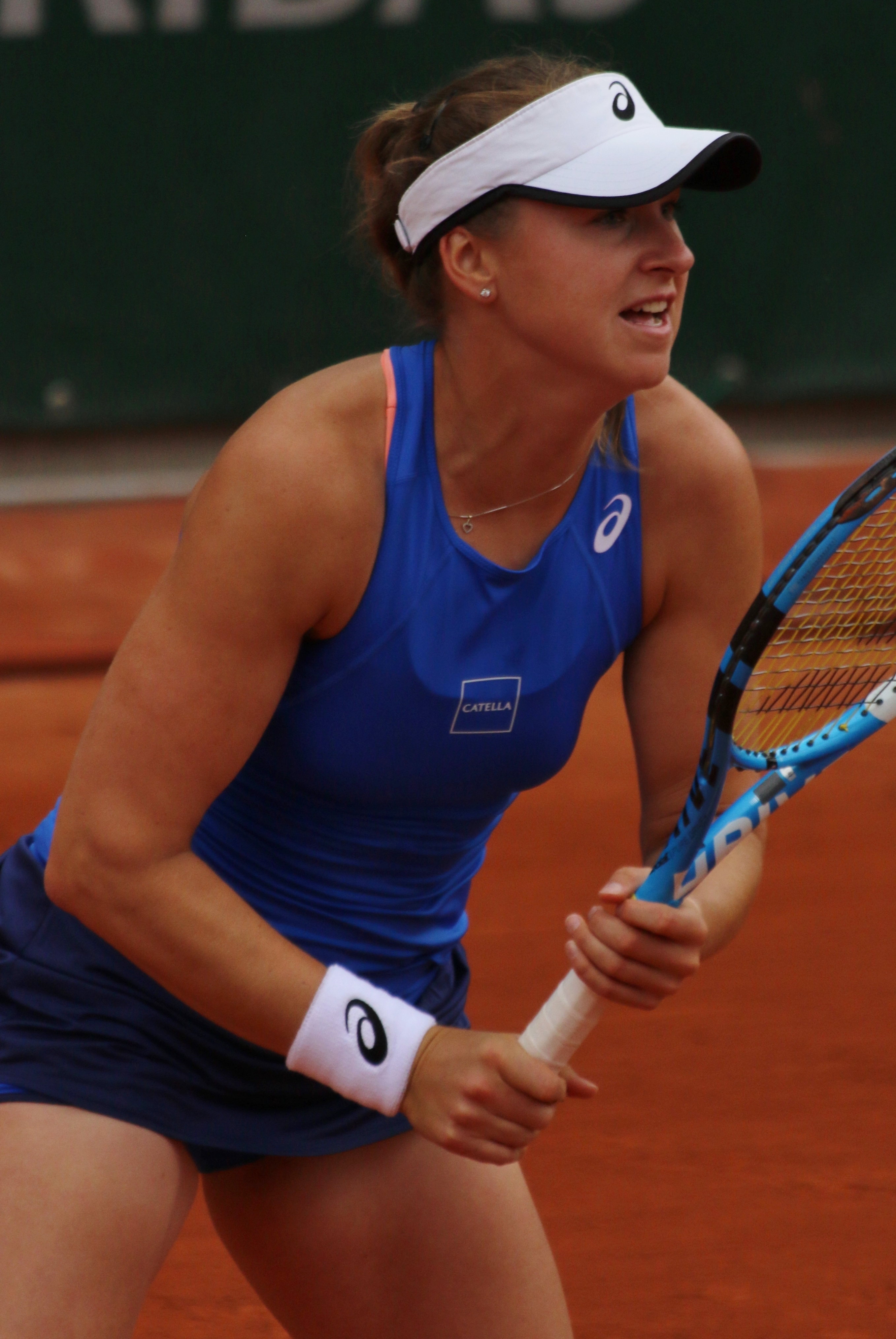
Rebecca em Roland Garros, 2019.

Em sua estreia no Australian Open, ela chegou à segunda rodada, onde perdeu para Maria Sharapova. No Newport Beach Challenger, ela chegou às quartas de final. Ela continuou com bons resultados, chegando à semifinal no Dow Tennis Classic. Em Acapulco, ela perdeu na primeira rodada, assim como no Indian Wells Open, mas chegou à segunda rodada do Miami Open. Na temporada de saibro, ela não teve nenhum resultado significativo, chegando a poucas segundas rodadas e às quartas de final no Marrocos Open. No Aberto da Itália, ela passou na qualificatória e perdeu na primeira rodada para Serena Williams, enquanto no Aberto da França, ela deixou o torneio na segunda rodada, tanto em simples quanto em duplas. Na temporada de quadra de grama, ela chegou à primeira rodada do Mallorca Open, à terceira rodada do Eastbourne International e à primeira rodada em Wimbledon.
No Washington Open, ela derrotou, a então 8ª do mundo, Sloane Stephens, que marcou sua primeira vitória sobre uma das Top 10, mas foi derrotada por Camila Giorgi. Na sequência, ela não conseguiu se classificar para a chave principal da Premier 5 Rogers Cup. Então, seu próximo passo foi outro torneio Premier 5, o Western & Southern Open, onde ela passou na qualificatória e derrotou Johanna Konta na primeira rodada, depois Veronika Kudermetova para chegar à terceira rodada de um torneio Premier 5/Premier Mandatory pela primeira vez. A cabeça-de-chave nº 3, Karolína Plíšková, então a impediu de chegar às quartas de final. No US Open, ela derrotou Monica Puig na primeira rodada, mas perdeu na segunda rodada para Dayana Yastremska. Este foi o primeiro ano em que Rebecca jogou nas chaves principais de todos os quatro torneios Major.
Durante a turnê asiática, Peterson teve sucesso. No Jiangxi International Open, ela chegou à sua primeira final de simples, onde derrotou Elena Rybakina. No Wuhan Open, ela venceu duas partidas da qualificatória e, na chave principal, derrotou Camila Giorgi, mas perdeu para Petra Martic na rodada seguinte. No China Open, ela também passou na qualificatória, mas foi interrompida na primeira rodada da chave principal por Simona Halep. Seu último torneio do ano foi o Tianjin Open, onde conquistou seu segundo título de simples na carreira, derrotando Heather Watson na final. Em 14 de outubro, ela entrou no top 50 pela primeira vez em sua carreira.

### 2020-21

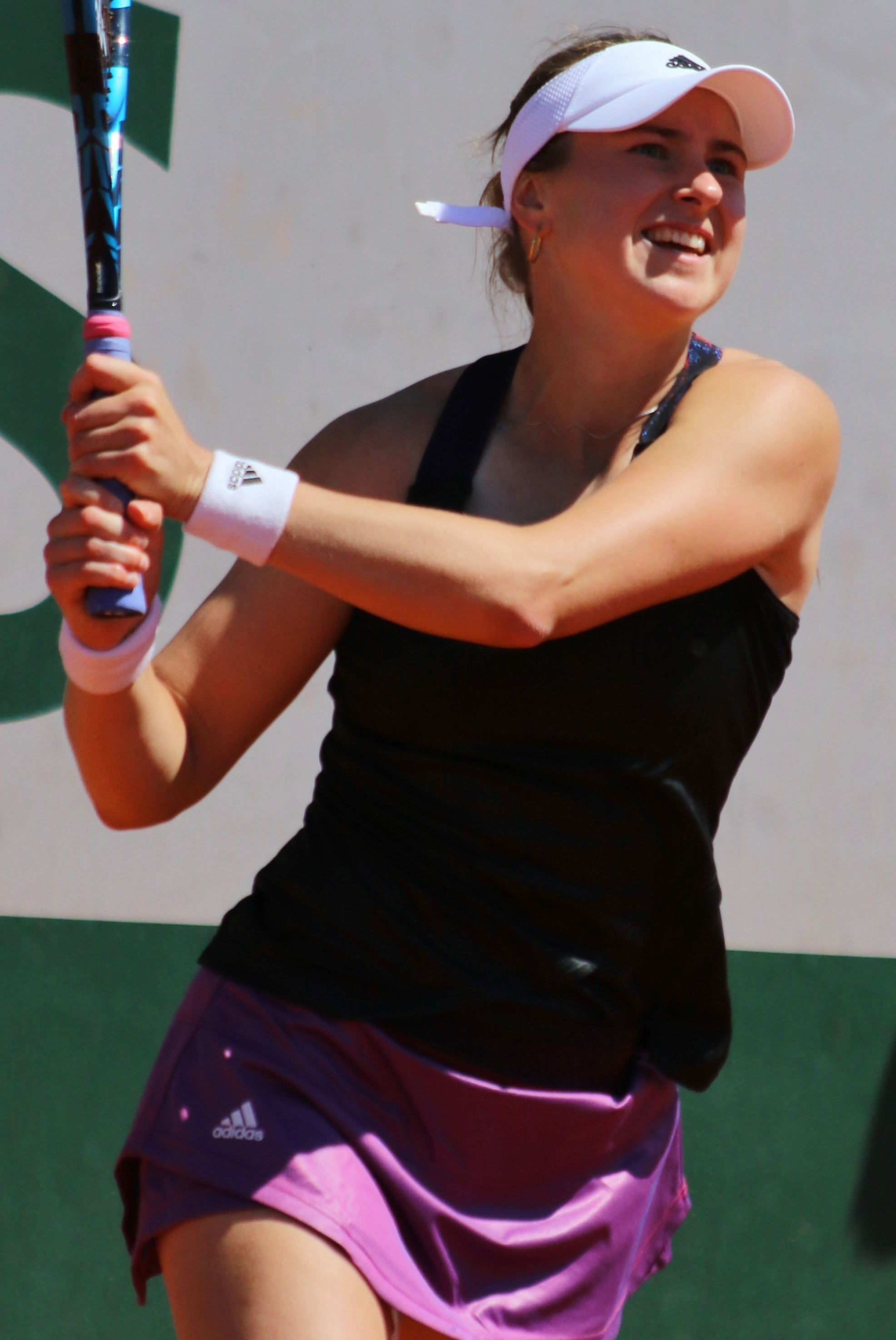
Rebecca em Roland Garros, 2021.

No Auckland Open 2020, ela foi derrotada por Tamara Zidanšek. Na primeira rodada do Hobart International contra Fiona Ferro, ela não conseguiu continuar a partida em 4–4, devido a problemas nas costas. Durante o Australian Open, lesões nas costas e doenças tornaram as coisas ainda piores. Rebecca perdeu na primeira rodada para Polona Hercog. Depois disso, ela teve uma pausa de um mês e depois voltou no Monterrey Open. Lá, ela venceu duas jogadoras ucranianas, Kateryna Kozlova e Kateryna Bondarenko, nas duas primeiras rodadas, e depois perdeu nas quartas de final para Arantxa Rus.
Alguns meses de inatividade devido à pandemia de COVID-19 ajudaram Peterson a descansar e se curar de seus problemas nas costas, antes de jogar no Palermo Ladies Open, o primeiro torneio WTA após o retorno do tênis em agosto de 2020. Em Palermo, ela enfrentou Camila Giorgi, mas não chegou à segunda rodada. No Cincinnati Open, ela perdeu para Elise Mertens.
No US Open de 2020, Peterson entrou como 32ª cabeça-de-chave pela primeira vez em um torneio do Grand Slam. No entanto, ela perdeu na primeira rodada para Kirsten Flipkens. Na Istanbul Cup, ela chegou às quartas de final, quando perdeu para Patricia Maria Țig. No Aberto da Itália, ela também perdeu na primeira rodada, desta vez para Yulia Putintseva.
No Aberto da França de 2020, novamente ela deixou o torneio na primeira rodada, perdendo para Alison Van Uytvanck.
Em 2021, apesar de alcançar três semifinais WTA no Chicago Women's Open em agosto, no Astana Open em setembro e no Transylvania Open em outubro, ela terminou o ano em 86º lugar no ranking de simples.

### 2022
Peterson começou sua temporada de 2022 na primeira edição do Melbourne Summer Set 2. Ela perdeu na segunda rodada para a vinda da qualificatória e eventual finalista, Aliaksandra Sasnovich.
Passando pela qualificatória no Adelaide International 2, ela surpreendeu a cabeça-de-chave Aryna Sabalenka na primeira rodada em três sets. Ela foi derrotada na segunda rodada por Madison Brengle. No Australian Open, ela derrotou a "wild card" australiana Daria Saville, que estava voltando de uma cirurgia no tendão de Aquiles, na primeira rodada. Ela foi eliminada do torneio na segunda rodada pela sétima cabeça-de-chave Iga Swiatek. No mesmo torneio, ela chegou às quartas de final de um campeonato de Grand Slam pela primeira vez em sua carreira, em dupla com Anastasia Potapova.
Em fevereiro, Peterson competiu em São Petersburgo, onde perdeu, após a qualificatória, na primeira rodada para Andrea Petkovic.
Ela terminou o ano em 144º lugar no ranking de simples.

### 2023
Como em 140ª do ranking no Mérida Open, ela alcançou sua segunda semifinal como vinda da eliminatória em um torneio no México (a primeira foi em 2018 no Abierto Mexicano) derrotando a quinta cabeça-de-chave Alycia Parks e a cabeça-de-chave Magda Linette em dois sets. Em seguida, ela derrotou Caty McNally para chegar à final. Como resultado, ela voltou ao top 100 na posição 99 em 27 de fevereiro de 2023, subindo 40 posições.
No BNP Paribas Open, ela chegou à terceira rodada derrotando Marta Kostyuk e a 22ª cabeça-de-chave Shuai Zhang quando esta se retirou da partida. Foi apenas sua segunda terceira rodada de um WTA 1000. Em seguida, ela derrotou Jil Teichmann para chegar à quarta rodada pela primeira vez em sua carreira neste nível WTA. Como resultado, ela subiu quase 30 posições no ranking entre as 75 primeiras.

## Representação nacional
Peterson fez sua estreia pela Suécia na Fed Cup de 2014. A seleção foi anfitriã, jogando contra a Tailândia em um play-off para permanecer no Grupo Mundial II em 2015. A primeira partida de Peterson aconteceu em duplas, junto com Hilda Melander, e eles conseguiram vencer Tamarine Tanasugarn / Varatchaya Wongteanchai. A equipe sueca, com placar de 4–0, manteve sua vaga no Grupo Mundial II.
Em 2015, a equipe sueca jogou contra a equipe suíça no Play-off do Grupo Mundial II pela chance de ser promovida ao Grupo Mundial em 2016. Peterson jogou sua primeira partida de simples contra Timea Bacsinszky, mas perdeu em dois sets. Em duplas, junto com Johanna Larsson, eles venceram Viktorija Golubic / Xenia Knoll, mas a Suíça venceu com um placar de 3–1. Assim, a seleção sueca foi obrigada a disputar a repescagem do Grupo Mundial II, para se manter no Grupo Mundial II em 2016. Jogou contra a Eslováquia, e Peterson enfrentou Anna Karolína Schmiedlová, mas não conseguiu vencer. Em duplas, ao lado de Susanne Celik, perdeu para Jana Cepelová / Schmiedlová. A equipe sueca finalmente perdeu com uma pontuação de 0–4.

## Treinadores
Em agosto de 2019, após o campeonato de Wimbledon, Peterson iniciou uma colaboração com o técnico sueco Thomas Högstedt, que treinou anteriormente, entre outros, Maria Sharapova. Junto com ele, Peterson estreou no top 50 e também conquistou dois títulos de simples WTA. Após seis meses, em fevereiro de 2020, eles se separaram. Atualmente ela é treinada por seu pai (Mart Peterson) e Bosse Eriksson.

## Estilo de jogo
Peterson é uma das tenistas mais agressivas do circuito. Seu golpe mais significativo é o "forehand", que ela também afirmou em entrevista ao Live Tennis Italy: "Meu melhor golpe é o forehand e tento jogar sempre variando o golpe e procurando novas soluções." Em outra entrevista, o ex-treinador de Peterson, Thomas Högstedt, falou sobre sua impressão de Peterson: "Rebecca sabe muito sobre como ela se sente, outros grandes jogadores talvez mais apenas vejam como eles vencem o adversário - se você vencer o primeiro set, então você coloca uma marcha extra e decide. É fácil sentir quando você está nervoso ou cansado, mas os melhores não pensam muito em como eles se sentem. Eles só pensam em como quebrar mentalmente o oponente. É algo que ela precisa trabalhar. Acho que essa parte é muito importante". Falando sobre seu jogo, Hogstedt diz: "Ela tem um forehand incrivelmente bom, joga um pouco como um jogador masculino com bastante topspin ... Muito séria, incrivelmente bem treinada." Seu pai, Mart Peterson, que também foi seu treinador durante a maior parte de sua carreira, diz: "Hogstedt ajudou muito minha filha e a tornou mais forte. Tem sido uma grande ajuda. Ela se tornou mais dura contra si mesma e mais dura contra seus oponentes."

## Finais WTA

### Duplas (1–0)
| Legenda                             |
| ----------------------------------- |
| Grand Slam (0–0)                    |
| WTA Tour (0–0)                      |
| Premier Mandatory & Premier 5 (0–0) |
| Premier (0–0)                       |
| International (1–0)                 |

| Finais por Piso |
| --------------- |
| Duro (0–0)      |
| Saibro (1–0)    |
| Grama (0–0)     |
| Carpete (0–0)   |

| Posição | N. | Data              | Torneio                          | Piso   | Parceira            | Oponentes                         | Placar    |
| ------- | -- | ----------------- | -------------------------------- | ------ | ------------------- | --------------------------------- | --------- |
| Campeã  | 1. | 16 Fevereiro 2015 | Rio Open, Rio de Janeiro, Brasil | Saibro | Ysaline Bonaventure | Irina-Camelia Begu María Irigoyen | 3–0, ret. |

## Finais ITF (10–5)

### Simples (6–2)
| Legenda           |
| ----------------- |
| $100,000 torneios |
| $75,000 torneios  |
| $50,000 torneios  |
| $25,000 torneios  |
| $15,000 torneios  |
| $10,000 torneios  |

| Finais por Piso |
| --------------- |
| Duro (5–2)      |
| Saibro (1–0)    |
| Grama (0–0)     |
| Carpete (0–0)   |

| Posição | N. | Data              | Torneio                   | Piso     | Oponente           | Placar             |
| ------- | -- | ----------------- | ------------------------- | -------- | ------------------ | ------------------ |
| Campeã  | 1. | 13 Maio 2013      | Båstad, Suécia            | Saibro   | Zuzana Luknárová   | 6–3, 6–2           |
| Campeã  | 2. | 21 Outubro 2013   | Stockholm, Suécia         | Duro (i) | Tayisiya Morderger | 7–6(7–2), 6–2      |
| Campeã  | 3. | 28 Outubro 2013   | Stockholm, Suécia         | Duro (i) | Zuzana Luknárová   | 6–7(4–7), 6–2, 6–4 |
| Campeã  | 4. | 2 Dezembro 2013   | Mérida, México            | Duro     | Indy de Vroome     | 7–5, 4–6, 6–3      |
| Campeã  | 5. | 9 Dezembro 2013   | Mérida, México            | Duro     | Adriana Pérez      | 6–4, 6–0           |
| Vice    | 1. | 17 Fevereiro 2014 | Helsingborg, Suécia       | Duro (i) | Jasmina Tinjic     | 1–6, 0–6           |
| Campeã  | 6. | 20 Outubro 2014   | Perth, Austrália          | Duro     | Hiroko Kuwata      | 6–3, 6–0           |
| Vice    | 2. | 27 Outubro 2014   | Margaret River, Austrália | Hard     | Tereza Mrdeža      | 3–6, 3–6           |

### Duplas (4–3)
| Legenda           |
| ----------------- |
| $100,000 torneios |
| $75,000 torneios  |
| $50,000 torneios  |
| $25,000 torneios  |
| $15,000 torneios  |
| $10,000 torneios  |

| Finais por Piso |
| --------------- |
| Duro (2–1)      |
| Saibro (2–2)    |
| Grama (0–0)     |
| Carpete (0–0)   |

| Posição | N. | Data            | Torneio                      | Piso   | Parceira            | Oponentes                                  | Placar           |
| ------- | -- | --------------- | ---------------------------- | ------ | ------------------- | ------------------------------------------ | ---------------- |
| Campeã  | 1. | 25 Março 2013   | Sharm el-Sheikh, Egito       | Duro   | Malin Ulvefeldt     | Alina Mikheeva Jillian O'Neill             | 6–3, 6–4         |
| Vice    | 1. | 13 Maio 2013    | Båstad, Suécia               | Saibro | Malin Ulvefeldt     | Ellen Allgurin Beatrice Cedermark          | 3–6, 0–6         |
| Campeã  | 2. | 27 Maio 2013    | Ra'anana, Israel             | Duro   | Lee Or              | Saray Sterenbach Ekaterina Tour            | 6–1, 6–2         |
| Vice    | 2. | 2 Dezembro 2013 | Mérida, México               | Duro   | Hilda Melander      | Chieh-Yu Hsu María Irigoyen                | 4–6, 7–5, [6–10] |
| Vice    | 3. | 28 Julho 2014   | Bad Saulgau, Alemanha        | Saibro | Hilda Melander      | Diana Buzean Arabela Fernández Rabener     | 5–7, 3–6         |
| Campeã  | 3. | 1 Setembro 2014 | Alphen aan den Rijn, Holanda | Saibro | Eva Wacanno         | Richèl Hogenkamp Lesley Kerkhove           | 6–4, 6–4         |
| Campeã  | 4. | 2 Março 2015    | Curitiba, Brasil             | Saibro | Ysaline Bonaventure | Beatriz García Vidagany Florencia Molinero | 4–6, 6–3, [10–5] |